# Skorkov (district de Mladá Boleslav)
Pour les articles homonymes, voir Skorkov.
Skorkov est une commune du district de Mladá Boleslav, dans la région de Bohême-Centrale, en République tchèque. Sa population s'élevait à 642 habitants en 2020.

## Géographie
Skorkov se trouve sur la rive droite de la rivière Jizera, à 24 km au sud-ouest de Mladá Boleslav et à 29 km au nord-est de Prague, à mi-chemin entre les villes de Brandýs nad Labem-Stará Boleslav et de Benátky nad Jizerou.
On y trouve 186 maisons occupées en permanence et 206 résidences secondaires. En effet, le paysage de Skorkov avec la rivière Jizera est devenu un lieu de détente recherché.
La commune est limitée par Hlavenec au nord-ouest et au nord, par Tuřice au nord-est, par Sojovice à l'est, par Káraný et Nový Vestec au sud, et par Brandýs nad Labem-Stará Boleslav à l'ouest.

## Histoire
Jusqu'au 31 décembre 1985, la commune de Skorkov formait, avec les quartiers qui la composaient à savoir Skorkov, Otradovice et Podbrahy, une commune à part entière. À compter du 1er janvier 1986, le comité populaire du district de Mladá Boleslav décida de rattacher Skorkov et ses quartiers à la commune de Sojovice. Le 5 décembre 1998, un référendum eut lieu à Sojovice concernant la question de l'indépendance de Skorkov du reste de l'entité créée en 1986. À ce référendum, 83 % des électeurs répondirent favorablement au détachement de la commune de Sojovice. Ainsi, sur la base de ces résultats, le ministère de l'Intérieur de la République tchèque rétablit la commune de Sojovice, la séparant de l'entité composée de Skorkov, Otradovice et Podbrahy. La situation redevint celle d'avant 1985 avec deux communes indépendantes : Sojovice et Skorkov (les quartiers de Skorkov, Otradovice a Podbrahy).

## Patrimoine

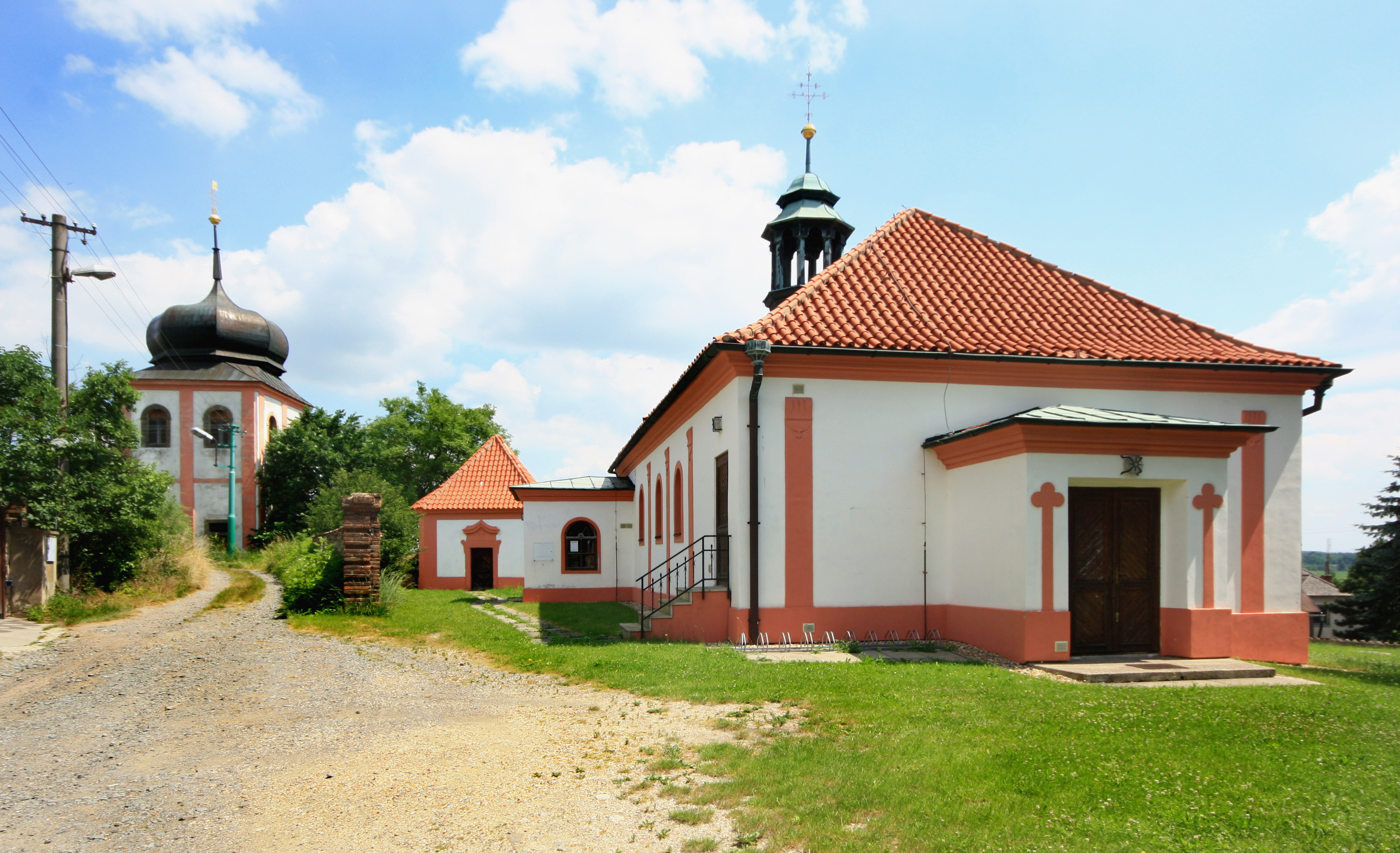
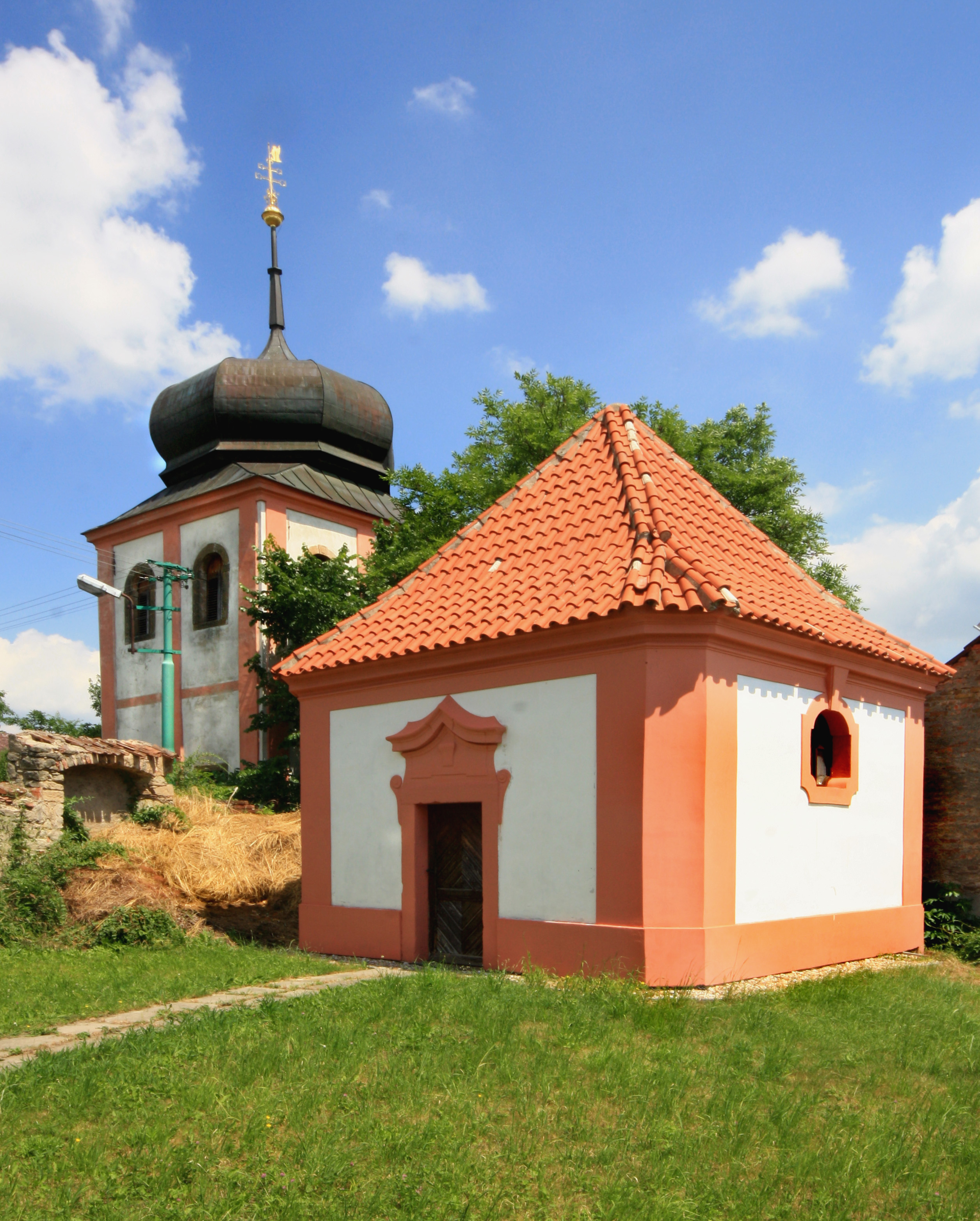
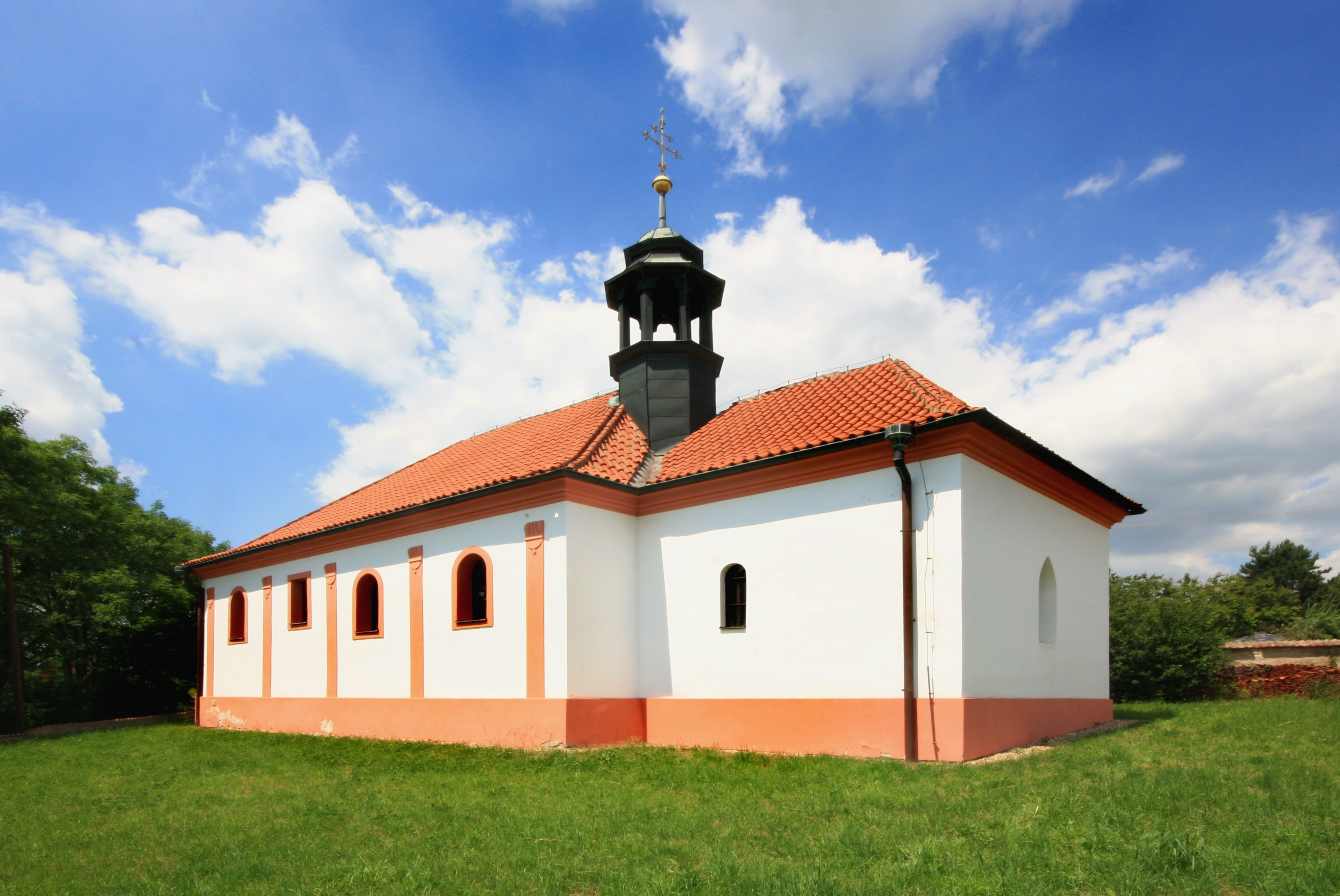

Église Saint-Jean-Baptiste

## Administration
La commune se compose de trois quartiers :
- Skorkov
- Otradovice
- Podbrahy

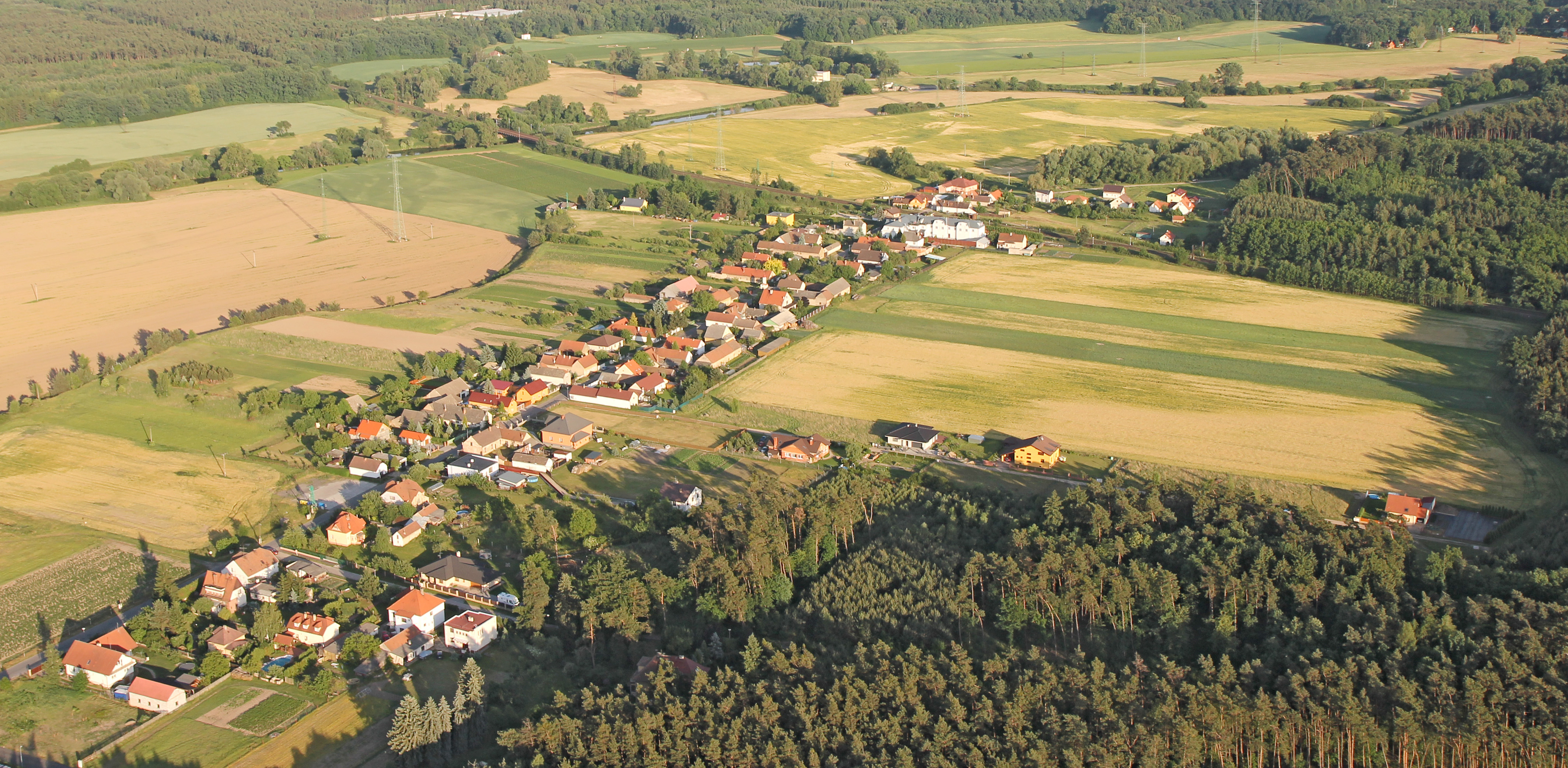
Otradovice : vue aérienne.
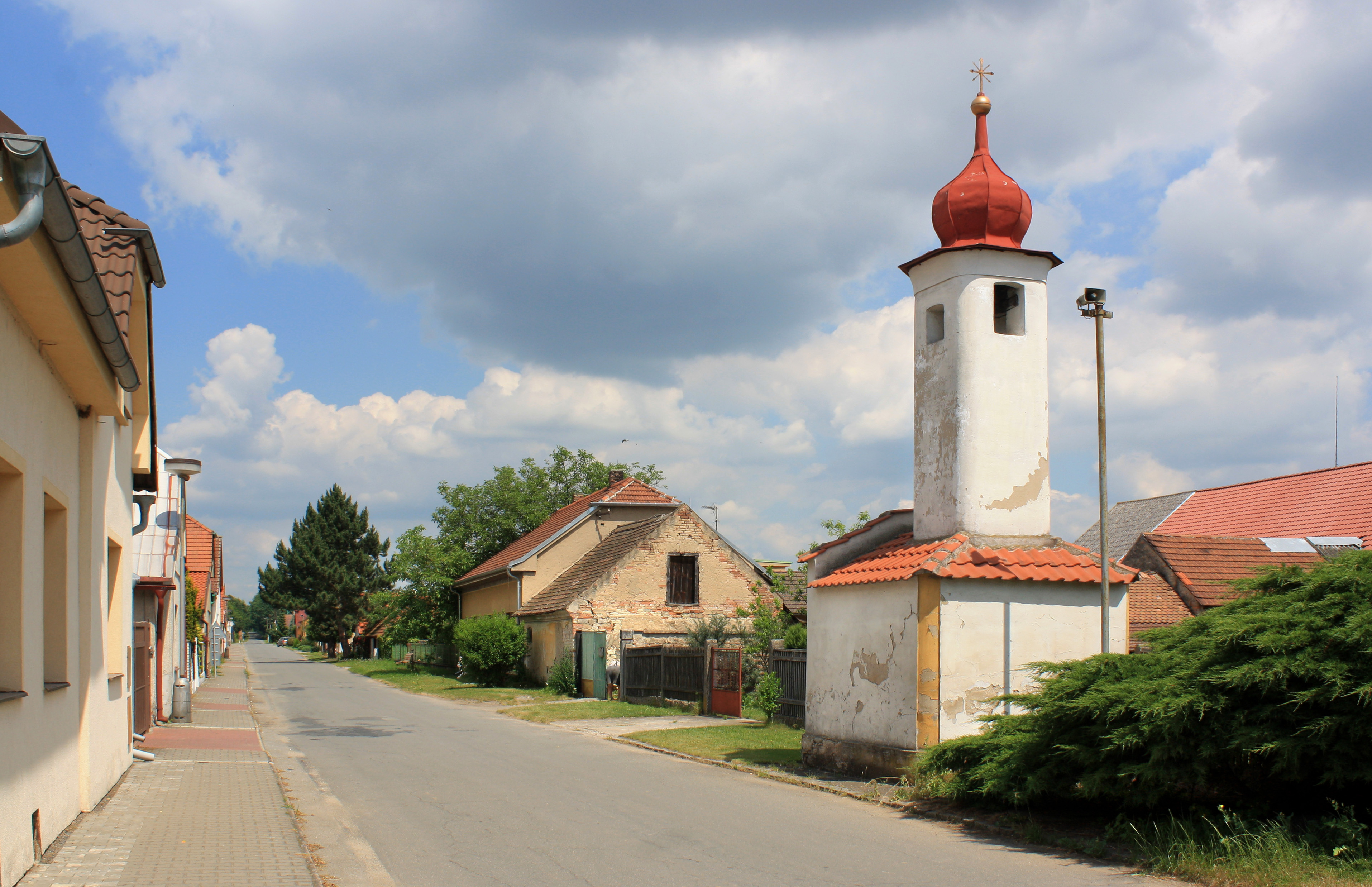
Chapelle à Otradovice.
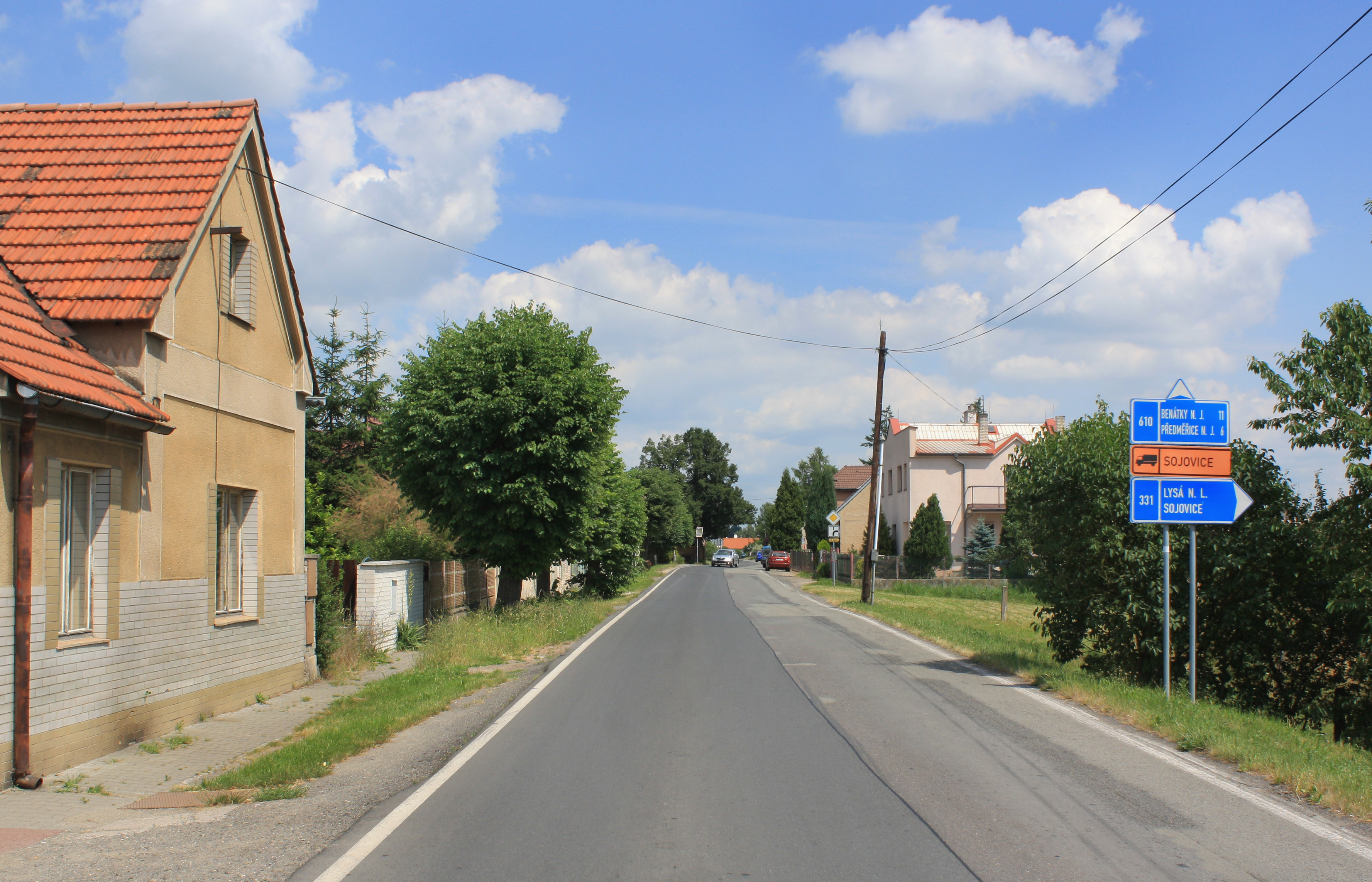
Route no 610 à Podbrahy.